# Chrysotypus caryophyllae
Chrysotypus caryophyllae is een vlinder uit de familie venstervlekjes (Thyrididae). De wetenschappelijke naam van deze soort is voor het eerst geldig gepubliceerd in 1954 door Frappa.
De soort komt voor in tropisch Afrika.